# Garcia Sanches II de Pamplona
Garcia Sanches II de Pamplona "o Tremedor", (958 - 1000) foi o 7.º rei de Pamplona e o 11.º conde de Aragão entre o ano de 994 e o ano 1000.
Tratou se sair debaixo da submissão que seu pai tinha para com o Califado de Córdova, pelo que pouco depois de subir ao trono travou combate com Almançor, no entanto viu-se obrigado a pedir a paz a Córdova em 996.
No ano de 997 fez uma expedição às terras de Calatayud onde matou o irmão do governador, acto que levou Almançor a vingar-se mandando matar, 50 cristãos a quem a cabeça foi cortada.
Na Batalha de Cervera de Pisuerga, em Julho do ano 1000, coligou-se com o conde Sancho García de Castela, com o rei Afonso V de Leão e Castela e com García Gómez de Carrión, embora não parece que o rei de Pamplona participou na batalha.
O rei Garcia morreu cerca de 1000, data de sua última aparição na documentação. Depois de sua morte, houve um interregno, gerido pela Sancho Ramires de Viguera, seu primo, até que seu filho mais velho, Sancho Garcês III de Pamplona, menor de idade, assumiu o trono em 1004.

## Relações familiares
Foi filho de Sancho Garcês II de Pamplona ou Sancho II Garcês Abarca (antes de 935 – dezembro de 994), rei de Pamplona, e de Urraca Fernandes de Castela (920 - depois de 1007). Casou com Jimena Fernandes (970 - 1035), filha do conde Fernando Bermudes e de Elvira Dias de Saldanha, de quem teve:
1. Sancho Garcês III "O grande", rei de Pamplona e conde de Castela (991-18 de Outubro de 1035),[6] casado com Munia Mayor de Castela, filha do Conde Sancho Garcia e herdeira do Condado de Castela.
2. Elvira Garcês, que foi freira no Mosteiro de San Salvador de Oña.
3. Urraca Garcês de Pamplona n. casada com Afonso V de Leão e Castela, rei de Leão.
4. Garcia Garcês.